# 이상 (인간 행동)
이상(異常)은 "정상이 아니다", "예사롭지 않다"라고 하는 것의 총칭. 특히 사람을 위해 사용되는 경우, 범죄학과 사회 심리학에서 낙인 이론에서 지적하는 것과 같은 방법을 취하는 경우에 즐겨 사용되어 왔다.

## 같이 보기
- 반사회적 행동
- 일탈
- 역기능가정
- 사이코패스
- 소외